# William Henry Bragg
William Henry Bragg Sir (Westward, Cumberland, 1862. július 2. – London, 1942. március 10.) Nobel-díjas angol fizikus, kémikus.

## Életpálya
Cambridgeben a King William's College-ben tanult matematikát. 1885-ben fizikát tanult a Cavendish Laboratory-ban. Professzorként tanított 1886-tól 1909-ig Ausztráliában az adelaidei egyetemen, 1909-től 1915-ig a leedsi egyetemen, majd a londoni University College intézetben.

## Kutatási területei
Miután Max von Laue felfedezte a röntgensugarak kristályokon való elhajlását, fiával, William Lawrence Bragg-gel együtt a kristályok szerkezetét derítették fel röntgensugarak segítségével, megalapították a röntgenkrisztallográfiát. Vizsgálataikhoz röntgenspektrométert szerkesztett, mellyel a röntgensugarak hullámhosszát mérték meg. Az első világháború alatt vízalatti hangterjedés méréseket végzett a tengeralattjárók helyzetének meghatározására.

## Szakmai sikerek
- 1915-ben fiával közösen fizikai Nobel-díjat kapott, a röntgenkrisztallográfiai kutatásaik eredményéért. A Nobel-díjak történetében ez az egyetlen eset, amikor apa és fia együtt részesült a díjban.
- 1920-ban lovaggá ütötték,
- 1935-ben a Royal Society (Királyi Természettudományos Akadémia) elnökévé választották,
- 16 egyetem választotta díszdoktorává,